# 머리핀

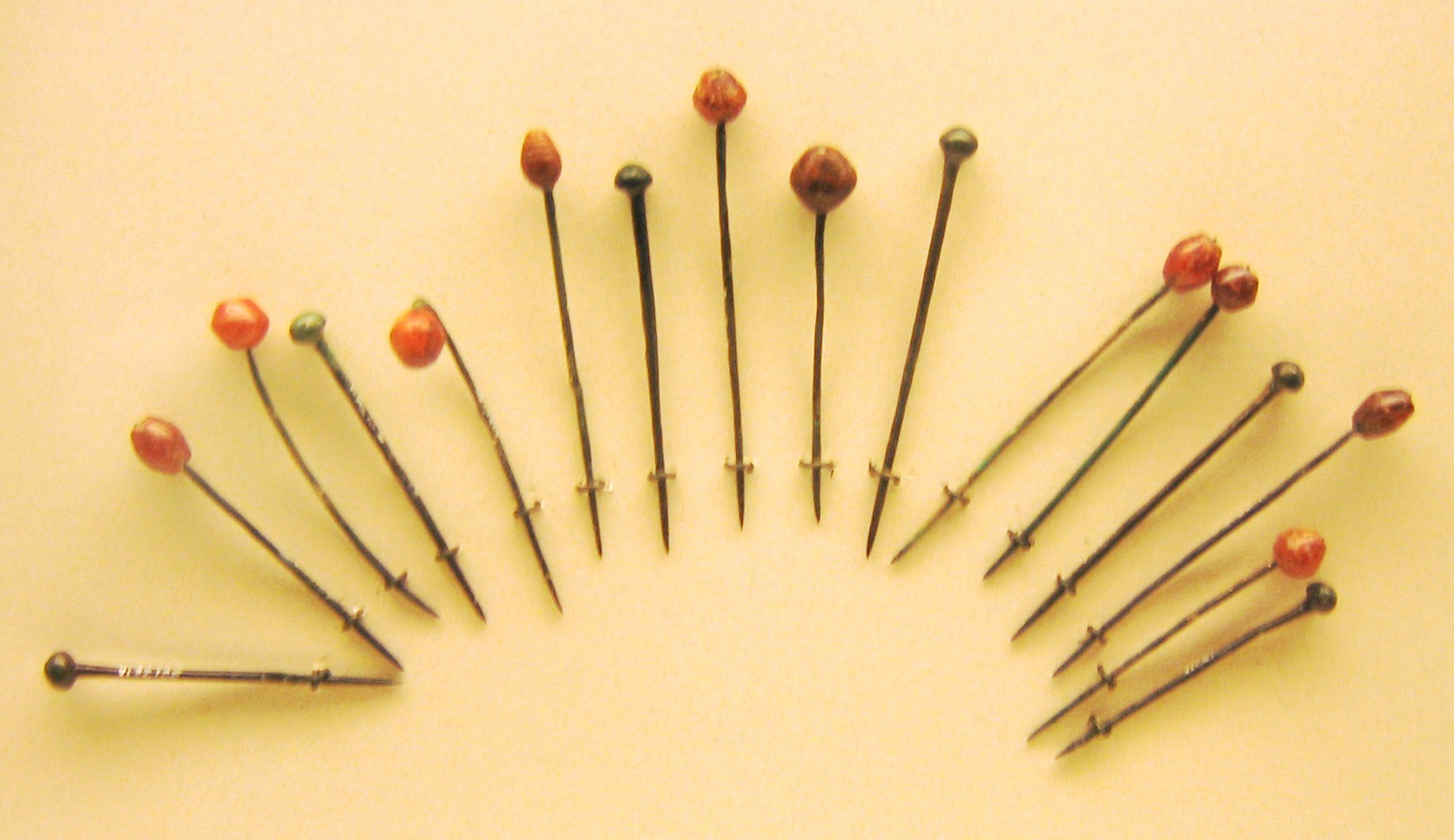
머리핀 (기원전 600년경)

머리핀, 헤어핀은 사람의 머리카락을 제자리에 고정시키기 위한 길쭉한 도구이다.
단순히 긴 머리카락을 정리하기 위한 실용적인 목적이거나, 정교한 머리 모양이나 머리 장식의 일부로 사용되기도 한다.
머리를 단장한 가장 초기의 증거는 브라상푸이의 비너스와 빌렌도르프의 비너스와 같은 조각된 '비너스 조각상'에서 찾아볼 수 있다. 특히 여성들 사이에서 다양한 머리 모양을 만드는 것은 시대와 문화를 불문하고 공통적으로 나타나는 현상이며, 과거와 현재를 막론하고 많은 사회에서 머리핀을 사용해 왔다.
고대 이집트에서는 금속, 상아, 청동, 조각된 나무 등으로 만든 머리핀이 화려한 머리 모양을 고정하는 데 사용되었다. 이러한 머리핀들은 고고학적 무덤 자료에서도 나타나듯, 이집트인들뿐만 아니라 후대의 그리스인, 에트루리아인, 로마인들 사이에서도 사치품으로 여겨졌던 것으로 보인다.
1901년에는 뉴질랜드의 발명가 어니스트 고드워드가 나선형 머리핀을 발명하면서 큰 성공을 거두었으며, 이는 현대 헤어 클립의 전신으로 평가된다.
머리핀은 보석이나 장식으로 꾸며져 장식적 역할을 하기도 하고, 반대로 머리 모양을 고정하는 실용적인 목적을 위해 눈에 띄지 않게 제작되기도 한다. 일부 머리핀은 일자 형태의 핀 하나로 구성되어 있지만, 현대 머리핀은 대개 서로 다른 길이의 철사를 반으로 접어 U자형으로 만들고, 양쪽 부분에 몇 개의 굴곡(kink)을 준 형태로 제작된다.
완성된 핀은 길이에 따라 대략 2인치에서 6인치 정도까지 다양하며, 철사의 길이는 여러 가지 머리 모양에 따라 유연하게 사용할 수 있게 해준다. 굴곡 부분은 일반적인 움직임 속에서도 핀이 머리에서 빠지지 않도록 고정력을 높이는 기능을 한다.
1925년에는 켈리 차맨디에게 머리핀 관련 특허가 발급되었다.

## 같이 보기
- 보비 핀
- 칸자시